# Bateria de backup

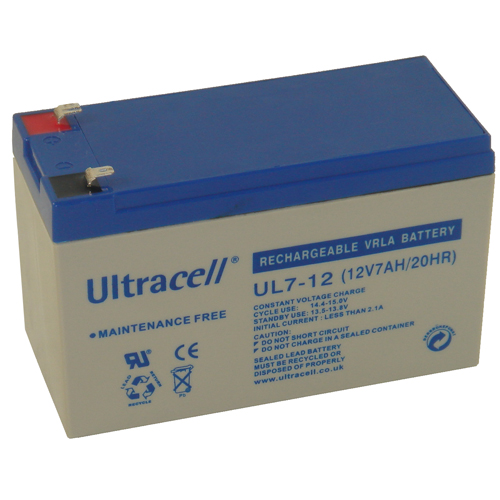
Bateria recarregável.

Bateria de backup ou bateria de reserva é uma fonte secundária de eletricidade, geralmente uma bateria de corrente contínua, para fornecer energia no caso de interrupção no abastecimento da fonte de energia principal.
Um dispositivo eletrônico que utilize uma bateria de reserva, normalmente será alimentado diretamente por uma fonte sustentável de energia em corrente alternada (AC) ou células solares (DC). A bateria de reserva alimentará o circuito somente em caso de interrupção da fonte principal de energia. Enquanto isso não ocorre, a bateria mantém-se recarregando continuamente a partir do circuito principal.

## Aplicações
Além de computadores e outros dispositivos eletro-eletrônicos, baterias de reserva são utilizadas em várias situações e locais, tais como em aeronaves, automóveis, alarmes antifurto e hospitais.